# トッド・ヘルトン
トッド・リン・ヘルトン（Todd Lynn Helton, 1973年8月20日 - ）は、アメリカ合衆国テネシー州ノックスビル出身の元プロ野球選手（一塁手）。左投左打。1997年から2013年までMLBコロラド・ロッキーズに所属した。
リーグを代表する強打者で、現代MLBでは数少ないフランチャイズ・プレイヤーの1人。1998年から2005年まで8年連続で打率.315以上を記録し、これを達成しているのは一塁手としてはルー・ゲーリッグ、ビル・テリーとヘルトンの3人のみ。

## 経歴

### プロ入り前
5歳のとき、ミネソタ・ツインズのマイナーリーグに所属していたことのある父がガレージに洗濯機のホースを利用したティーを作り、練習をさせていた。
1992年、ノックス・セントラル高校3年生の時に打率.655（78打数51安打）を記録し、有力野球雑誌ベースボール・アメリカ誌による高校全米選抜に選出される。
高校卒業後、MLBドラフト2巡目でサンディエゴ・パドレスから指名を受けるが、アメリカンフットボール（クォーターバック）と野球の両方で推薦を受け、テネシー大学に進学。だがフットボールでは、大学在学中に後にNFLでスター選手となるペイトン・マニングの加入によってベンチに追いやられ、結果として野球に専念するようになる。

### ロッキーズ時代
1995年のMLBドラフト1巡目（全体5位）でコロラド・ロッキーズから指名されて入団。A級アッシュビル・ツーリスツからプロとしてのキャリアをスタートする。同年の冬にはハワイ・ウィンターリーグに参加し、マウイ・スティングレイズで松井稼頭央などとチームメートとなる。
1996年はAA級ニューヘブン・レイブンズで開幕を迎える。7月にAAA級コロラドスプリングス・スカイソックスへ昇格し、所属したイースタン・リーグでは守備が評価されるものの、この年は最後までマイナーで過ごした。シーズン後はアリゾナ・フォールリーグに参加し、ピオリア・ジェイブリナスでプレイした。
1997年はAAA級コロラドスプリングスでシーズンを迎えたが、8月までに打率が.352に達するなど突出した成績を収めていたためにメジャーから招集がかけられる。昇格した翌日の8月2日のピッツバーグ・パイレーツ戦でメジャーデビュー。守備は本来の位置とは違う左翼手についたが（この年は本来の一塁手のほか左翼に13回、右翼手に1回守備についている）、打撃では4打数2安打、本塁打も1本放ち、打点1も記録した。この翌日の試合でも本塁打を放つ。1年目は35試合に出場し、打率.280、5本塁打、11打点という成績だった。
1998年、当時ロッキーズのスター選手だったアンドレス・ガララーガがブレーブスに移籍するのに伴い、スタメンに定着。打撃3部門でメジャー新人選手1位となる打率.315、25本塁打、97打点を記録した。新人王争いはケリー・ウッド（シカゴ・カブス）に次ぐ2位で終わったが、チームメートはヘルトンを「ロッキーズを代表する選手」に選出した。ルーキーが選ばれるのは極めて異例である。
1999年3月2日に4年契約を結び開幕を迎えた。打率は.320を超え、本塁打も1998年に比べて10本増。打点も100の大台を突破し、チームの主砲となった。6月19日のフロリダ・マーリンズ戦ではサイクル安打を達成している。
2000年は首位打者と打点王の二冠に輝いた他、過去64年間で最多となるシーズン59二塁打を放ち、安打・二塁打・塁打・出塁率・長打率・OPSはすべてリーグ1位の成績を残した。シーズンで最も素晴らしい活躍をしたとされる打者に贈られるハンク・アーロン賞も受賞し、MLBオールスターゲームやシルバースラッガー賞にも選出された。この年、一瞬だけ「503打席以上で4割を超える打率」つまり規定打席を満たしての4割打者になった。それは、8月18日のマーリンズ戦で6回裏、この日の3本目の安打となる二塁打を放ったヘルトンの打率は、一旦4割を超えた。当時はMLBのスコアボードで事細かに選手の打撃成績を表示していなかったため、規定打席を満たして4割に到達したことに誰も気がつかず、3点ビハインドを追いかける次の打席にも登場したヘルトンは一ゴロに倒れ、結局、この試合の.399を最後に二度と4割に近づくことはなく.372でシーズンを終えた。このとき、打率4割の状態でベンチに下がり、残り試合を欠場していたらテッド・ウィリアムズ以来の打率4割を達成していたことになる。
2001年4月に2003年から9年総額1億4150万ドルで契約延長した。この年は打率が.036も低下したが、それでも.336という高打率を記録し、最終的にはリーグ2位となった。本塁打は昨年の自己ベストを更新する49本塁打を記録した。長打数は105で2年連続で100長打を達成した。100長打を2回達成した選手はルー・ゲーリッグ、チャック・クラインがいるが、2年連続はMLB史上初めての快挙となった。更に守備力も評価を高めるようになり、自身初のゴールドグラブ賞にも輝いた。
2002年は成績全般が低下したが、打率.329、30本塁打、109打点を記録している。さらに2年連続となるゴールドグラブ賞も獲得した。しかしこのシーズン中から痛めていた背中に、診察の結果、遊離骨が見つかる。手術は回避したが、この年から慢性的な背中の痛みに悩まされ続ける事になる。
2003年は月間打率が3割を下回ることなくシーズンを終えたが、首位打者争いでアルバート・プホルスが打率.35871でタイトルを獲得し、ヘルトンの打率は.35849でリーグ2位におわった。前年以上の本塁打と打点も記録した。オールスターには4年連続で出場。シルバースラッガー賞にも2000年から4年連続で選出された。
2004年はバリー・ボンズが首位打者のタイトルを獲得し、2年連続で打率がリーグ2位に終わった。本塁打は30本の大台に乗せたが、得点圏に走者がいるときの打数は127で四球が55と勝負を避けられ、打点は6年ぶりに100を下回った。その恩恵でヘルトンの後を打つビニー・カスティーヤは打点王となった。守備では高く評価され、2002年以来となるゴールドグラブ賞に輝いている。
2005年明けに今まで背中の痛みを抱えながらプレイしていたことを公表した。7月26日から8月9日にかけて自身初の故障者リスト入りした。開幕から打率が低迷したが、7月下旬に打率.300を記録し、最終的には.320という成績を残している。しかし、20本塁打、79打点はメジャー定着後ワーストの成績となった。
2006年は15試合を終えた時点で.347、1本塁打と上々の滑り出しであったが、4月に腸の感染症にかかり入院した。欠場自体は15試合だけだったがその後も腹痛は続き、シーズン終了時の打率と本塁打はレギュラー定着以来自己最悪の数字になった。この影響もあり、シーズンにはボストン・レッドソックスとの間でトレードが交渉されたが、結果的にこれは決裂し、ロッキーズにとどまる事になった。
2007年は打率.320、17本塁打、91打点と打撃3部門で前年を上回る成績を記録。二塁打では史上初めて10年連続で35二塁打を達成した。チームはワイルドカードでポストシーズンへ進出し、リーグ優勝した。ヘルトンはプレーオフ初出場を果たした。
腰の椎間板の手術を2008年に受けたが、2009年は月間打率が3割下回ることなくシーズンを終えた。5月19日の対アトランタ・ブレーブス戦にてMLB通算255人目の2000本安打を達成した。2010年3月11日に球団と2011年の年俸1910万ドルのうち1300万ドルを2014年以降に10年間分割で支払うことに合意し、2012年は2300万ドルのオプション（違約金460万ドル）だったが、それに代わり、契約金1070万ドルと2013年までの2年990万ドルの契約に合意した。
2010年だったが、2008年に続いて不振に陥り、出場試合数自体は2008年よりも35試合多い118試合であり、8本塁打、37打点という数字はいずれも2008年を上回るものではあったが、打率は2008年よりも低い.256に終わった。更に、規定打席には到達していないながら、8年ぶりに90以上の三振を喫するなど、打撃面で精彩を欠いた。
2013年9月14日に同年限りで現役引退を表明。ファンの前で感謝の手紙を読み現役生活に別れを告げた。

### 引退後

ヘルトンの背番号「17」。
コロラド・ロッキーズの永久欠番に2014年指定。

2014年8月17日にヘルトンの背番号『17』はロッキーズの選手として初の永久欠番に指定された。
2024年1月24日、得票率79.7%で資格取得6年目にしてアメリカ野球殿堂入りを果たした。

## 人物
- チームで行われる礼拝には欠かさず出席するなど、敬虔なキリスト教徒としても知られている。また慈善事業にも熱心で、ロッキーズの "Care and Share" プログラムに賛同しているほか、ファンに "Autograph for a Cause" プログラムを通じて彼のサイン入り写真と引き換えに25ドルを募金してくれるようにファンに呼びかけている。
- 妻クリスティー、娘ターニーと共にコロラド州ブライトンに在住。
- 薬物疑惑とは無縁の人物という評価もある。MLB公式サイトが2020年1月23日、2021年の米国野球殿堂入りメンバー候補について、「もっと注目されるべき5人」を選出したが、それは全米野球記者協会の投票で前回から得票率を9%以上アップさせた候補者の中で薬物疑惑とは無縁の候補者に絞ったものであった[19]。その評価通り、2024年に殿堂入りが実現している。

## 詳細情報

### 年度別打撃成績
| 年 度     | 球 団     | 試 合 | 打 席 | 打 数 | 得 点 | 安 打 | 二 塁 打 | 三 塁 打 | 本 塁 打 | 塁 打 | 打 点 | 盗 塁 | 盗 塁 死 | 犠 打 | 犠 飛 | 四 球 | 敬 遠 | 死 球 | 三 振 | 併 殺 打 | 打 率 | 出 塁 率 | 長 打 率 | O P S |
| --------- | --------- | ----- | ----- | ----- | ----- | ----- | -------- | -------- | -------- | ----- | ----- | ----- | -------- | ----- | ----- | ----- | ----- | ----- | ----- | -------- | ----- | -------- | -------- | ----- |
| 1997      | COL       | 35    | 101   | 93    | 13    | 26    | 2        | 1        | 5        | 45    | 11    | 0     | 1        | 0     | 0     | 8     | 0     | 0     | 11    | 1        | .280  | .337     | .484     | .821  |
| 1998      | COL       | 152   | 595   | 530   | 78    | 167   | 37       | 1        | 25       | 281   | 97    | 3     | 3        | 1     | 5     | 53    | 5     | 6     | 54    | 15       | .315  | .380     | .530     | .910  |
| 1999      | COL       | 159   | 656   | 578   | 114   | 185   | 39       | 5        | 35       | 339   | 113   | 7     | 6        | 0     | 4     | 68    | 6     | 6     | 77    | 14       | .320  | .395     | .587     | .982  |
| 2000      | COL       | 160   | 697   | 580   | 138   | 216   | 59       | 2        | 42       | 405   | 147   | 5     | 3        | 0     | 10    | 103   | 22    | 4     | 61    | 12       | .372  | .463     | .698     | 1.161 |
| 2001      | COL       | 159   | 696   | 587   | 132   | 197   | 54       | 2        | 49       | 402   | 146   | 7     | 5        | 1     | 5     | 98    | 15    | 5     | 104   | 14       | .336  | .432     | .685     | 1.117 |
| 2002      | COL       | 156   | 667   | 553   | 107   | 182   | 39       | 4        | 30       | 319   | 109   | 5     | 1        | 0     | 10    | 99    | 21    | 5     | 91    | 10       | .329  | .429     | .577     | 1.006 |
| 2003      | COL       | 160   | 703   | 583   | 135   | 209   | 49       | 5        | 33       | 367   | 117   | 0     | 4        | 0     | 7     | 111   | 21    | 2     | 72    | 19       | .358  | .458     | .630     | 1.088 |
| 2004      | COL       | 154   | 683   | 547   | 115   | 190   | 49       | 2        | 32       | 339   | 96    | 3     | 0        | 0     | 6     | 127   | 19    | 3     | 72    | 12       | .347  | .469     | .620     | 1.089 |
| 2005      | COL       | 144   | 626   | 509   | 92    | 163   | 45       | 2        | 20       | 272   | 76    | 3     | 0        | 1     | 1     | 106   | 22    | 9     | 80    | 14       | .320  | .445     | .534     | .979  |
| 2006      | COL       | 145   | 649   | 546   | 94    | 165   | 40       | 5        | 15       | 260   | 81    | 3     | 2        | 0     | 6     | 91    | 15    | 6     | 64    | 10       | .302  | .404     | .476     | .880  |
| 2007      | COL       | 154   | 682   | 557   | 86    | 178   | 42       | 2        | 17       | 275   | 91    | 0     | 1        | 0     | 7     | 116   | 16    | 2     | 74    | 15       | .320  | .434     | .494     | .928  |
| 2008      | COL       | 83    | 361   | 299   | 39    | 79    | 16       | 0        | 7        | 116   | 29    | 0     | 0        | 0     | 0     | 61    | 8     | 1     | 50    | 9        | .264  | .388     | .391     | .779  |
| 2009      | COL       | 151   | 645   | 544   | 79    | 177   | 38       | 3        | 15       | 266   | 86    | 0     | 1        | 0     | 10    | 89    | 5     | 2     | 73    | 15       | .325  | .416     | .489     | .904  |
| 2010      | COL       | 118   | 473   | 398   | 48    | 102   | 18       | 1        | 8        | 146   | 37    | 0     | 0        | 0     | 6     | 67    | 3     | 2     | 90    | 10       | .256  | .362     | .367     | .728  |
| 2011      | COL       | 124   | 491   | 421   | 59    | 127   | 27       | 0        | 14       | 196   | 69    | 0     | 1        | 0     | 8     | 59    | 5     | 3     | 71    | 6        | .302  | .385     | .466     | .850  |
| 2012      | COL       | 69    | 283   | 240   | 31    | 57    | 16       | 1        | 7        | 96    | 37    | 1     | 1        | 0     | 3     | 39    | 1     | 1     | 44    | 6        | .238  | .343     | .400     | .743  |
| 2013      | COL       | 124   | 442   | 397   | 41    | 99    | 22       | 1        | 15       | 168   | 61    | 0     | 0        | 0     | 5     | 40    | 1     | 0     | 87    | 4        | .249  | .314     | .423     | .737  |
| MLB：17年 | MLB：17年 | 2247  | 9450  | 7962  | 1401  | 2519  | 592      | 37       | 369      | 4292  | 1406  | 37    | 29       | 3     | 93    | 1335  | 185   | 57    | 1175  | 186      | .316  | .414     | .539     | .953  |

- 各年度の太字はリーグ最高

### 年度別守備成績
| 年 度 | 球 団 | 一塁（1B） | 一塁（1B） | 一塁（1B） | 一塁（1B） | 一塁（1B） | 一塁（1B） | 左翼（LF） | 左翼（LF） | 左翼（LF） | 左翼（LF） | 左翼（LF） | 左翼（LF） | 右翼（RF） | 右翼（RF） | 右翼（RF） | 右翼（RF） | 右翼（RF） | 右翼（RF） |
| 年 度 | 球 団 | 試 合      | 刺 殺      | 補 殺      | 失 策      | 併 殺      | 守 備 率   | 試 合      | 刺 殺      | 補 殺      | 失 策      | 併 殺      | 守 備 率   | 試 合      | 刺 殺      | 補 殺      | 失 策      | 併 殺      | 守 備 率   |
| ----- | ----- | ---------- | ---------- | ---------- | ---------- | ---------- | ---------- | ---------- | ---------- | ---------- | ---------- | ---------- | ---------- | ---------- | ---------- | ---------- | ---------- | ---------- | ---------- |
| 1997  | COL   | 8          | 68         | 10         | 0          | 7          | 1.000      | 13         | 14         | 2          | 0          | 0          | 1.000      | 2          | 2          | 0          | 0          | 0          | 1.000      |
| 1998  | COL   | 146        | 1164       | 146        | 7          | 156        | .995       | -          | -          | -          | -          | -          | -          | -          | -          | -          | -          | -          | -          |
| 1999  | COL   | 156        | 1243       | 103        | 9          | 152        | .993       | -          | -          | -          | -          | -          | -          | -          | -          | -          | -          | -          | -          |
| 2000  | COL   | 160        | 1326       | 149        | 7          | 143        | .995       | -          | -          | -          | -          | -          | -          | -          | -          | -          | -          | -          | -          |
| 2001  | COL   | 157        | 1302       | 120        | 2          | 139        | .999       | -          | -          | -          | -          | -          | -          | -          | -          | -          | -          | -          | -          |
| 2002  | COL   | 156        | 1357       | 113        | 7          | 138        | .995       | -          | -          | -          | -          | -          | -          | -          | -          | -          | -          | -          | -          |
| 2003  | COL   | 159        | 1418       | 156        | 11         | 149        | .993       | -          | -          | -          | -          | -          | -          | -          | -          | -          | -          | -          | -          |
| 2004  | COL   | 153        | 1356       | 144        | 4          | 130        | .997       | -          | -          | -          | -          | -          | -          | -          | -          | -          | -          | -          | -          |
| 2005  | COL   | 144        | 1237       | 120        | 5          | 136        | .996       | -          | -          | -          | -          | -          | -          | -          | -          | -          | -          | -          | -          |
| 2006  | COL   | 145        | 1367       | 87         | 4          | 156        | .997       | -          | -          | -          | -          | -          | -          | -          | -          | -          | -          | -          | -          |
| 2007  | COL   | 153        | 1448       | 95         | 2          | 153        | .999       | -          | -          | -          | -          | -          | -          | -          | -          | -          | -          | -          | -          |
| 2008  | COL   | 81         | 830        | 57         | 3          | 79         | .997       | -          | -          | -          | -          | -          | -          | -          | -          | -          | -          | -          | -          |
| 2009  | COL   | 149        | 1349       | 96         | 3          | 115        | .998       | -          | -          | -          | -          | -          | -          | -          | -          | -          | -          | -          | -          |
| 2010  | COL   | 115        | 932        | 77         | 8          | 116        | .992       | -          | -          | -          | -          | -          | -          | -          | -          | -          | -          | -          | -          |
| 2011  | COL   | 119        | 985        | 104        | 3          | 110        | .997       | -          | -          | -          | -          | -          | -          | -          | -          | -          | -          | -          | -          |
| 2012  | COL   | 67         | 566        | 57         | 2          | 53         | .997       | -          | -          | -          | -          | -          | -          | -          | -          | -          | -          | -          | -          |
| 2013  | COL   | 110        | 941        | 92         | 2          | 96         | .998       | -          | -          | -          | -          | -          | -          | -          | -          | -          | -          | -          | -          |
| MLB   | MLB   | 2178       | 18889      | 1726       | 79         | 2028       | .996       | 13         | 14         | 2          | 0          | 0          | 1.000      | 2          | 2          | 0          | 0          | 0          | 1.000      |

- 各年度の太字はリーグ最高
- 各年度の太字年はゴールドグラブ賞受賞

### タイトル
- 首位打者：1回（2000年）
- 打点王：1回（2000年）

### 表彰
- シルバースラッガー賞（一塁手部門）：4回（2000年 - 2003年）
- ゴールドグラブ賞（一塁手部門）：3回（2001年、2002年、2004年）
- ハンク・アーロン賞：1回（2000年）
- プレイヤーズ・チョイス・アワーズ優秀選手：1回（2000年）
- プレイヤー・オブ・ザ・マンス：4回（2000年5月・8月、2002年5月、2003年4月）

### 記録
- MLBオールスターゲーム選出：5回（2000年 - 2004年）
- サイクル安打：1回（1999年6月19日）

### 背番号
- 17（1997年 - 2013年）